# Гретна-Грин
Гре́тна-Грин (англ. Gretna Green) — небольшая деревня на юге Шотландии (область Дамфрис-энд-Галловей). Расположена на границе Англии и Шотландии в устье реки Эск вместе с соседним, более крупным поселением Гретна. Рядом находится железнодорожная станция Гретна-Грин, обслуживающая обе деревни. 22 мая 1915 года близ Гретна-Грин произошло крушение поезда, во время которого погибло 227 человек.

## Свадьбы в Гретна-Грин
В 1753 году в Англии и Уэльсе было ужесточено положение о браке. Согласно новому закону, предложенному лордом Хардвиком, пары младше 21 года могли венчаться только с согласия родителей или опекуна. Стало обязательным оглашать имена жениха и невесты в церкви или предварительно приобретать лицензию на брак, проводить церемонию в церкви в присутствии свидетелей. Эти ограничения не имели силы на территории Шотландии, где юноши и девушки могли вступать в брак, не спрашивая разрешения, соответственно с 14 лет и 12 лет. Для этого было достаточно в присутствии свидетеля назвать друг друга супругами.
Поскольку деревня Гретна-Грин была первым населённым пунктом по ту сторону границы на дороге из Лондона в Шотландию, она на целых два столетия стала популярным местом, где несовершеннолетние влюблённые могли заключать брак в обход английского закона. Церемонию обычно проводил глава общины — кузнец, чья кузница стояла в центре деревни, на пересечении пяти старых дорог. Кузнецов Гретна-Грин называли «священниками наковальни» — подобно тому, как мастер соединял раскалённые металлы на наковальне, он «ковал» и союз влюблённых, убежавших в Шотландию, чтобы пожениться, — а сама наковальня стала символом заключаемых там браков. Тысячи пар женились также на постоялых дворах и в гостиницах деревни. Так, именно в Гретна-Грин британский авантюрист Эдвард Уэйкфилд взял в жены 15-летнюю Эллен Тернер, наследницу состоятельного семейства.
В 1856 году был принят новый закон, согласно которому браки в Гретна-Грин могли заключаться лишь в том случае, если один из пары провёл в Шотландии 3 недели до церемонии. Однако это не остановило поток желающих пожениться, а лишь сократило их количество. Затем в 1939 году вышло постановление о том, что брак вправе регистрировать только священник либо чиновник бюро записи актов гражданского состояния. Этот закон положил конец «кузнечным» свадьбам в Гретна-Грин. Тем не менее деревня до сих пор пользуется популярностью среди влюблённых. Ежегодно на территории Шотландии заключается около 30 тысяч браков, и каждая шестая пара выбирает местом своей свадьбы Гретна-Грин. При этом большинство новобрачных (примерно 86 %) не являются жителями Шотландии. У молодоженов — которые перед тем узаконили свои отношения в церкви или регистрационном бюро — есть возможность провести обряд бракосочетания в старой кузнице.

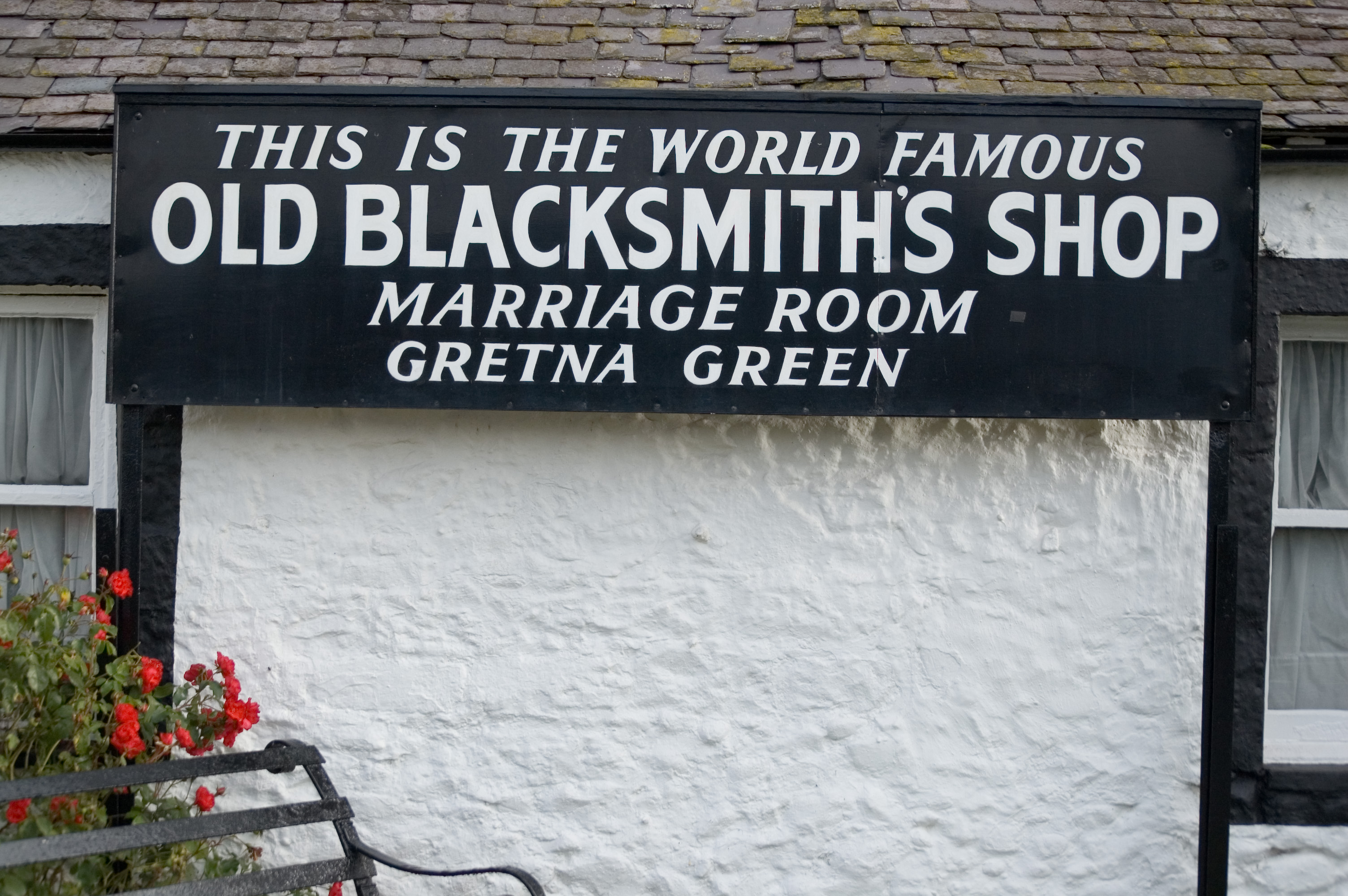
Вывеска на кузнице